# Джеймс Мартін і Ко
James Martin & Co була австралійською машинобудівною компанією, яка просунулася від виробництва сільськогосподарського обладнання до виробництва залізничних локомотивів.

## Історія
James Martin & Co. була заснована в Голлері, Південна Австралія, приблизно в 1848 році Джеймсом Мартіном як ковальський бізнес із виготовлення колісних прав. Незабаром тут почали виготовляти жатки . Відкриття залізничної лінії Голер у 1857 році дозволило легше дістатися до Аделаїди . У 1858 році Томас Флетт Лутіт приєднався до бізнесу як акціонер, і в майстерні було впроваджено парову енергію. У 1868 Луті вийшов у відставку за станом здоров'я. У 1870-х роках на Калтон-роуд був побудований новий ливарний завод.
Протягом цього періоду племінник Джеймса Мартіна, Джон Фелікс Мартін (1844—1916) і Фред Мей приєдналися до нього в партнерстві, і тепер бізнес торгується як James Martin & Co. Компанія перейшла на виробництво великогабаритного насосного обладнання, установок для дроблення важкої руди та барабани лебідки. У 1885 році Мей залишив компанію та разом зі своїм братом Альфредом заснував May Brothers &amp; Co. До 1888 року Джеймс Мартін придбав більше землі на південь від ливарного заводу, уклавши контракт на виробництво 52 локомотивів для Південноавстралійської залізниці. Через два роки послідував контракт на ще 92 двигуни. Кількість співробітників зросла до 420 до 1888 року, а на початку 1890-х досягла 700.
11 квітня 1890 року був представлений перший локомотив, вироблений у Південній Австралії, який був введений в експлуатацію 29 числа. Був присутній губернатор Південної Австралії та інші високопоставлені особи. До грудня 1894 року було виготовлено 100-й паровоз. До 1898 року компанія побудувала 170 локомотивів для кількох клієнтів, включаючи Південноавстралійські залізниці, Tarrawingee Flux &amp; Tramway Company та Західноавстралійські урядові залізниці .
Наприкінці 1890-х бізнес почав занепадати, оскільки залізниці Південної Австралії стали будувати власний рухомий склад на заводі Islington Railway Workshops, і замовлення на котли припинилися. Джеймс Мартін помер 27 грудня 1899 року. На початку 20-го століття було укладено нові державні контракти на мости, котли та литі клапани. Але через сильну конкуренцію, особливо з боку братів Мей, та великий борговий тягар компанія добровільно перейшла в адміністрацію в серпні 1907 року. Підприємства були розділені на дві компанії. Деякі місцеві фермери та підприємства створили Gawler Implement Manufacturing Co для продовження сільськогосподарської діяльності. Основну частину колишньої компанії James Martin & Co. придбав Генрі Даттон, зять Джона Ф. Мартіна, який взяв на себе борги та інвестував у інженерний відділ і ливарню, продовжуючи діяльність під назвою James Martin & Co.
Залізниці Південної Австралії замовили 10 локомотивів і 100 вантажних вагонів, що дало змогу ливарному заводу відновити роботу. Нові контракти зберегли роботу заводу, хоча зайнято було лише 250 робітників. У травні 1910 року був укладений контракт на 140 залізничних вагонів, а в липні того ж року — ще один на 22 локомотиви та фургони з жалюзі. Пізніше в тому ж році компанія отримала замовлення на 21 локомотив. Після смерті Генрі Даттона у 1914 році, бізнес продовжував працювати, і в березні 1915 року було отримано замовлення на 12 котлів вузької колії.
On 7 April 1915, Samuel Perry purchased the foundry and set up Perry Engineering, taking over the existing contracts with production shifted to Mile End. However, Perry Engineering failed to win the large contracts required to keep the foundry viable and it closed in July 1928. Most of the buildings were demolished.
The company had a siding of the broad gauge (1,600 mm (5 ft 3 in)) Gawler tramway, which connected to the main railway near Gawler railway station.

## Locomotive production
| James Martin's locomotive production   | James Martin's locomotive production | James Martin's locomotive production | James Martin's locomotive production |
| Client                                 | Loco class                           | Gauge                                | No. built                            |
| -------------------------------------- | ------------------------------------ | ------------------------------------ | ------------------------------------ |
| SAR                                    | P                                    | Broad 1600 mm (5 ft 3 in)            | 14                                   |
| SAR                                    | Q                                    | Broad                                | 7                                    |
| SAR                                    | R                                    | Broad                                | 24                                   |
| SAR                                    | S                                    | Broad                                | 6                                    |
| SAR                                    | T                                    | Narrow 1067 mm (3 ft 6 in)           | 34                                   |
| Silverton Tramway Company              | Y (STC)                              | Narrow                               | 1                                    |
| SAR                                    | Y (SAR)                              | Narrow                               | 77                                   |
| SAR                                    | V                                    | Narrow                               | 4                                    |
| SAR                                    | Z                                    | Narrow                               | 8                                    |
| Western Australian Government Railways | G                                    | Narrow                               | 29                                   |
| Western Australian Government Railways | P                                    | Narrow                               | 2                                    |

## Галерея
|  | |  | |  |                                                                                                 |  |
|  | Верфь James Martin & Co. (1906 р., коли продовжувалося виробництво сільськогосподарських машин)                                                                                         |  | Робітники 1890-х років, які тримали в руках знаряддя праці, використовувані для виробництва локомотивів, сільськогосподарського й гірничого обладнання (1890-ті) |  | Робітники виходять з фабрики (1907)                                                             |  |
|  | |  | |  |                                                                                                 |  |
|  | Ескіз фабрики (близько 1890 р.) |  | Фабрика з Калтон-роуд, приблизно 1908 рік. Цей фасад, незмінний, тепер є фасадом торгового центру.                                                               |  | Пам'ятник, встановлений у 1890 році на честь промислових і політичних досягнень Джеймса Мартіна |  |
|  | |  | |  |                                                                                                 |  |
|  | 11 квітня 1890 року компанія запустила перший з 24 R локомотиви класу, які він побудував для залізниць Південної Австралії. Це були перші локомотиви, побудовані в Південній Австралії. |  | Натовп розтягнувся вздовж головної магістралі міста, Мюррей-стріт; багато людей залазило на локомотив і вагони                                                   |  | Листівка на згадку про подію                                                                    |  |